# Evangelisch-methodistische Kirche in Österreich
Die Evangelisch-methodistische Kirche in Österreich ist Teil der weltweiten Evangelisch-methodistischen Kirche (EmK). Ihre Anfänge reichen bis 1870 zurück. Heute hat sie ungefähr 1500 Mitglieder. Sie steht in wesleyanischer Tradition, die auf John Wesley zurückgeht.

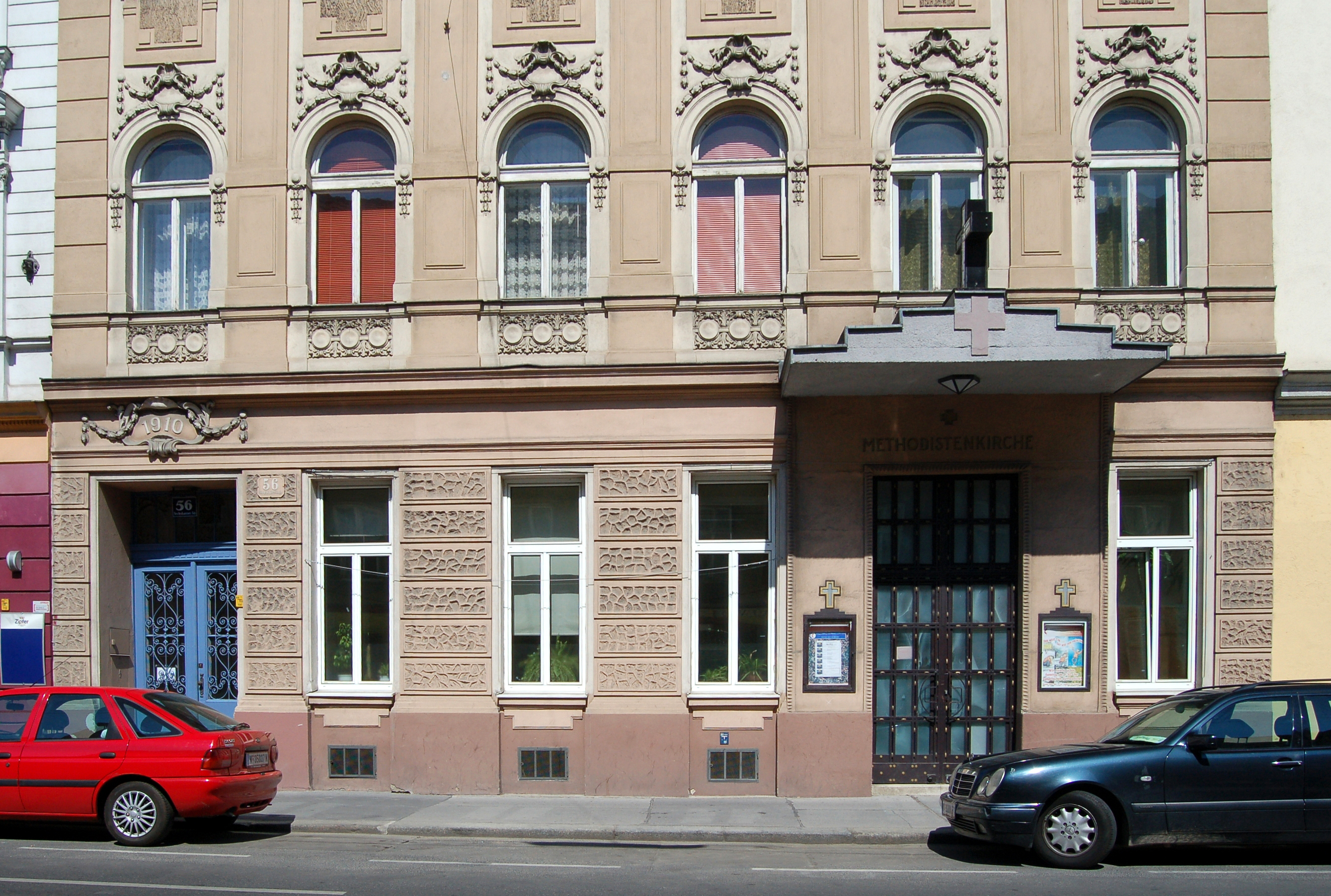
Evangelisch-methodistische Kirche in Wien-Fünfhaus

## Anliegen
Auf ihrer Webseite formuliert die EmK in Österreich folgendermaßen: „Im Mittelpunkt unseres kirchlichen Lebens steht die Liebe Gottes, die in Jesus Christus zum Ausdruck kommt und allen Menschen gilt.“ Die methodistische Missionsarbeit war in Österreich durch ein großes soziales Engagement geprägt. Die Methodisten taufen Kleinkinder, zu Mitgliedern werden solche aber erst durch einen eigenständigen Beitritt. Es gibt männliche und weibliche Pastoren.
In einer Vorstellungsbroschüre mit dem Titel Evangelisch-methodistisch in Österreich von 2013 legte die Evangelisch-methodistische Kirche in Österreich ihr Verständnis des christlichen Glaubens dar. Dabei thematisierte sie auch den Vorgang der Bibelauslegung, indem sie – im Anschluss an das „Quadrilateral“ (Viereck) von John Wesley – „vier Kriterien“ nannte, die „bei der Auslegung der Heiligen Schrift“ mitwirken, nämlich die Bibel (d. h. das Mitbedenken anderer Bibelstellen, letztlich das aus dem bisherigen Bibellesen gewonnene dogmatische Bild), die Tradition (d. h. die bisherige Auslegung der Christenheit, wie sie sich etwa in Bibelkommentaren niederschlägt) und die (Lebens-)Erfahrung; das Mitwirken der Vernunft als Hilfsmittel beim „Verarbeiten“ betrifft alle diese Faktoren.

## Zugehörigkeiten

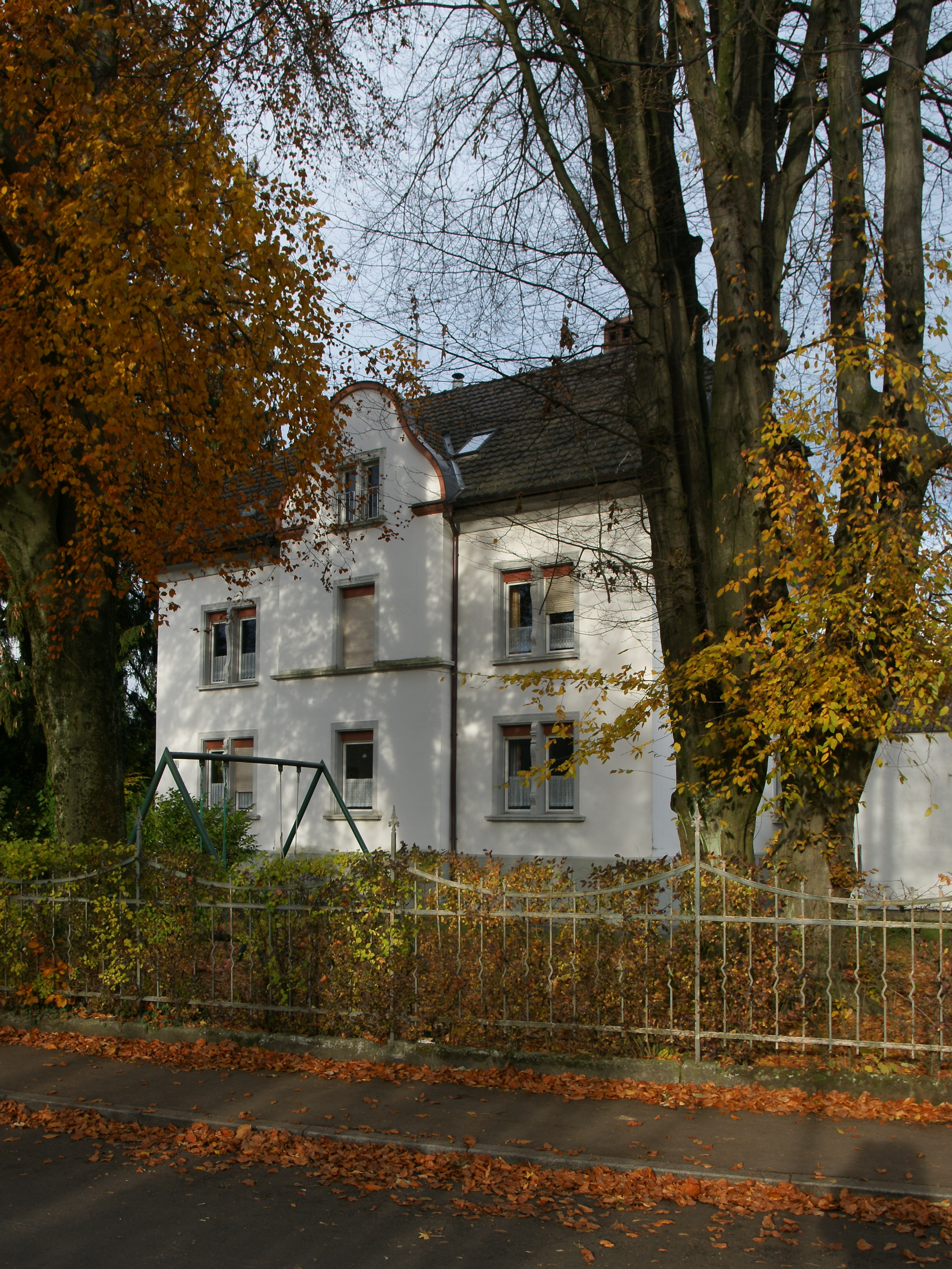
Evangelisch-methodistische Kirche in Bregenz

Bei der Volkszählung 2001, bei der auch die Religionszugehörigkeit erfasst wurde, gaben 1263 Menschen (österreichische Staatsbürger plus in Österreich lebende Ausländer) an, Methodisten zu sein. In Österreich gibt es zehn evangelisch-methodistische Gemeinden: vier in Wien und jeweils eine in Bregenz, Graz, Linz, Ried im Innkreis, Salzburg und St. Pölten.
1951 wurde die Methodistenkirche in Österreich zur gesetzlich anerkannten Kirche.
Die Umbenennung zu Evangelisch-methodistische Kirche in Österreich erfolgte 2004.
Bischof Stefan Zürcher ist als Nachfolger von Bischof Patrick Streiff seit Mai 2023 für das Gebiet der Zentralkonferenz Mittel- und Südeuropa zuständig. Zu dieser Region gehören neben Österreich auch Belgien, Frankreich, die Schweiz und einige osteuropäische Länder sowie derzeit zwei nordafrikanische Länder. Die Delegierten dieser Region treten alle vier Jahre zur beschlussfassenden Zentralkonferenz zusammen, die vom Bischof geleitet wird. Der österreichische Distrikt tritt zu einer jährlichen Konferenz zusammen, geleitet vom Superintendenten (derzeit Pastor Stefan Schröckenfuchs in Wien).
Bis ungefähr 1970 engagierten sich Methodisten stark in der Evangelischen Allianz; in deren Vorstand wirkte Superintendent Hinrich Bargmann lange Zeit mit, während des Zweiten Weltkriegs als ihr Vorsitzender. Seit ungefähr 1970 (dem Jahr, in dem die Römisch-katholische Kirche in Österreich „Beobachter“ im Ökumenischen Rat der Kirchen in Österreich (ÖRKÖ) wurde) trat für die Methodisten die Zusammenarbeit im Rahmen des ÖRKÖ in den Vordergrund. Für die Funktionsperiode 2014 bis 2017 wurde der evangelisch-methodistische Superintendent Lothar Pöll zum Vorsitzenden des ÖRKÖ gewählt. Mittlerweile besteht mit der Evangelischen Kirche A.B. und H.B. Kirchengemeinschaft, die als Kanzel- und Abendmahlsgemeinschaft und in gemeinsamem Religionsunterricht ausgeübt wird.
2013 wurden die Freikirchen in Österreich als eigenständige Religionsgemeinschaft gesetzlich anerkannt. Die EmK fällt nicht unter diesen rechtlichen Begriff. Die EmK in Österreich verwendet den Begriff Freikirche deshalb nicht für sich, auch wenn die EmK im deutschen Sprachraum oft so eingeordnet wird.

## Geschichte
Die österreichische Methodistenkirche war eine Gründung der britischen Wesleyanischen Kirche. Im Januar 1870 schickten die süddeutschen Methodisten einen Laienprediger nach Wien: Christian Dieterle. Damals gab es in Wien bereits eine Baptistengemeinde. Als nicht staatlich anerkannte Religionsgemeinschaften wurden beide Freikirchen am Ende der Habsburgermonarchie wiederholt behördlich unterdrückt. Für die methodistische Missionsarbeit war der jeweilige vollzeitige Prediger wesentlich. 1876 folgte Christoph Beutenmüller auf Dieterle. Danach folgte 1880 Johann Rück und 1888 Friedrich Rösch. Rösch bekam Kontakt mit Baronin Amelie von Langenau, die sich den Methodisten anschloss und in den 1890er Jahren sehr wichtig war, auch durch ihr Vermögen. Sie unterstützte das Zustandekommen der Vereinigung zwischen den wesleyanischen Gemeinden und der Bischöflichen Methodistischen Kirche im Jahre 1897, auch finanziell.
Ab 1911 wirkte F. H. Otto Melle in Wien; später hatte er in Deutschland wichtige Funktionen: Direktor des theologischen Seminars, dann Bischof. Die Allianzgebetswoche des Kriegsjahres 1917 blieb ihm besonders in Erinnerung.
Durch ein starkes Mitgliederwachstum nach 1900 entstanden mehrere Methodistengemeinden in Wien. Auffällig ist die damalige große Zahl von Methodistenpredigern: Bei den Sitzungen der Evangelischen Allianz in Wien werden in den 1920er Jahren ungefähr zehn Methodistenprediger sowie einige Diakonissen genannt.
Während des Zweiten Weltkrieges war Hinrich Bargmann Superintendent. Er fungierte außerdem als Vorsitzender der Evangelischen Allianz in Wien.